# Łącznica (wieś)
Łącznica – wieś w Polsce położona w województwie lubuskim, w powiecie strzelecko-drezdeneckim, w gminie Stare Kurowo.

## Historia
W latach 1975–1998 miejscowość administracyjnie należała do województwa gorzowskiego.

## Zabytki
Do wojewódzkiego rejestru zabytków wpisany jest:
- kościół ewangelicki, obecnie rzymsko-katolicki filialny pod wezwaniem Narodzenia NMP, z końca XIX wieku.

## Turystyka
Na terenie sołectwa istnieje jezioro Ciszewo, a wokół niego zostało zlokalizowanych kilkadziesiąt działek rekreacyjnych.